# بطولة ويمبلدون 2011
بطولة ويمبلدون ثالث البطولات الأربعة الكبرى، البطولة التي تقام على الأرضية العشبية، التي تقام سنوياً في لندن، إنجلترا، بدأت البطولة في 20 يونيو وبقيت حتى 3 يوليو من عام 2011.

## قائمة أسماء الفائزين باللقب لعام 2011

### فردي رجال
نوفاك ديوكوفيتش هزم  رافاييل نادال بنتيجة 6–4, 6–1, 1–6,6-3

### فردي سيدات
بيترا كفيتوفا هزمت  ماريا شارابوفا بنتيجة 6–3, 6–4

### زوجي رجال
بوب براين /  مايك براين هزما  روبيرت ليندستيدت / Horia Tecău بنتيجة 6–3, 6–4, 7–6

### زوجي سيدات
هسى /  بينج هزمتا  بارتى /  ديلاكوا بنتيجة 7–6, 6–1

### زوجي مختلط
دانييل نيستور /  كريستسنا ملادينوفيتش هزما  برونو سواريز /  ليزا ريموند بنيجة 5-7, 6-2 , 8-6